# 浮島 (山口県)

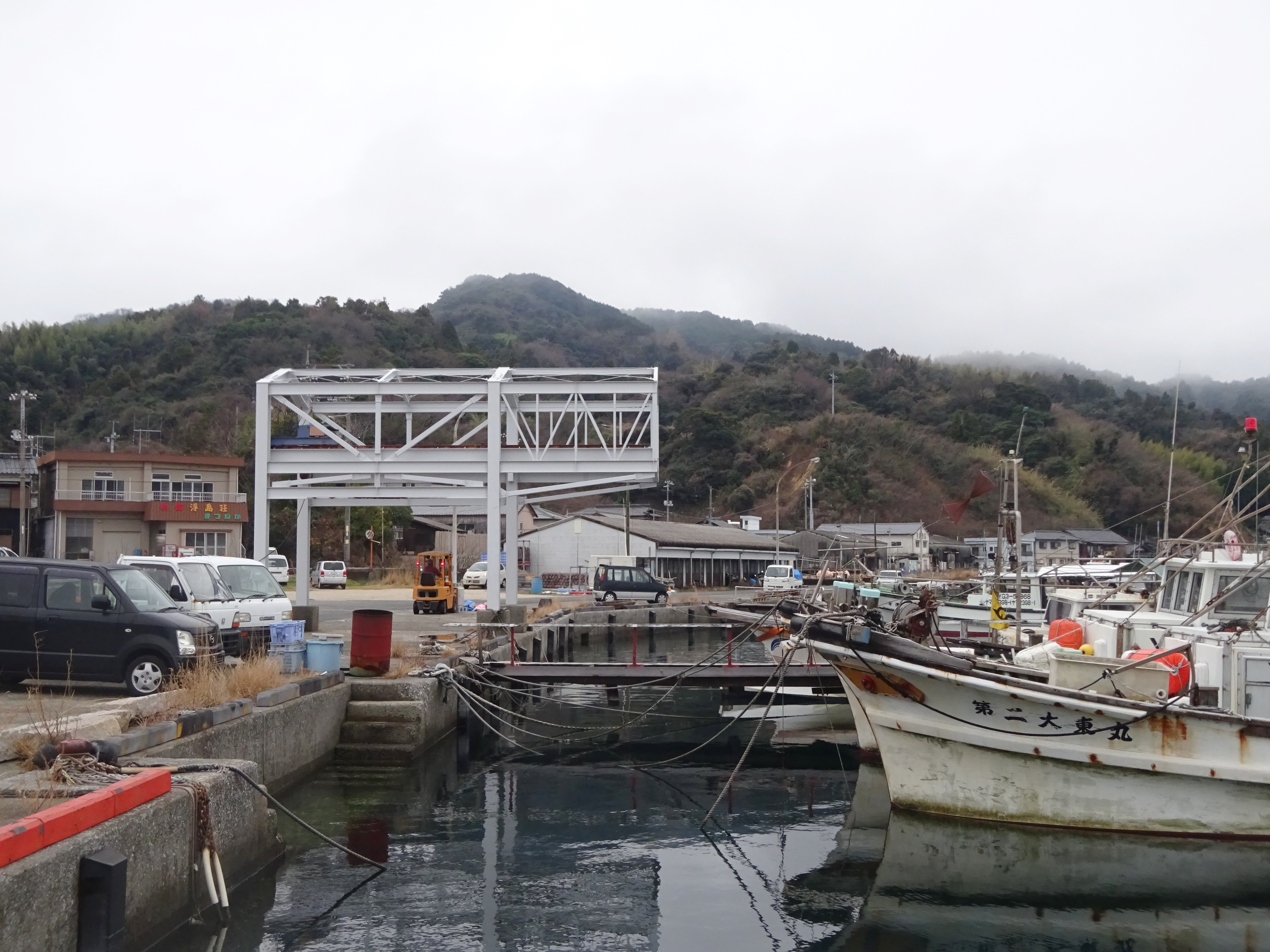
浮島の樽見港と樽見の町並み

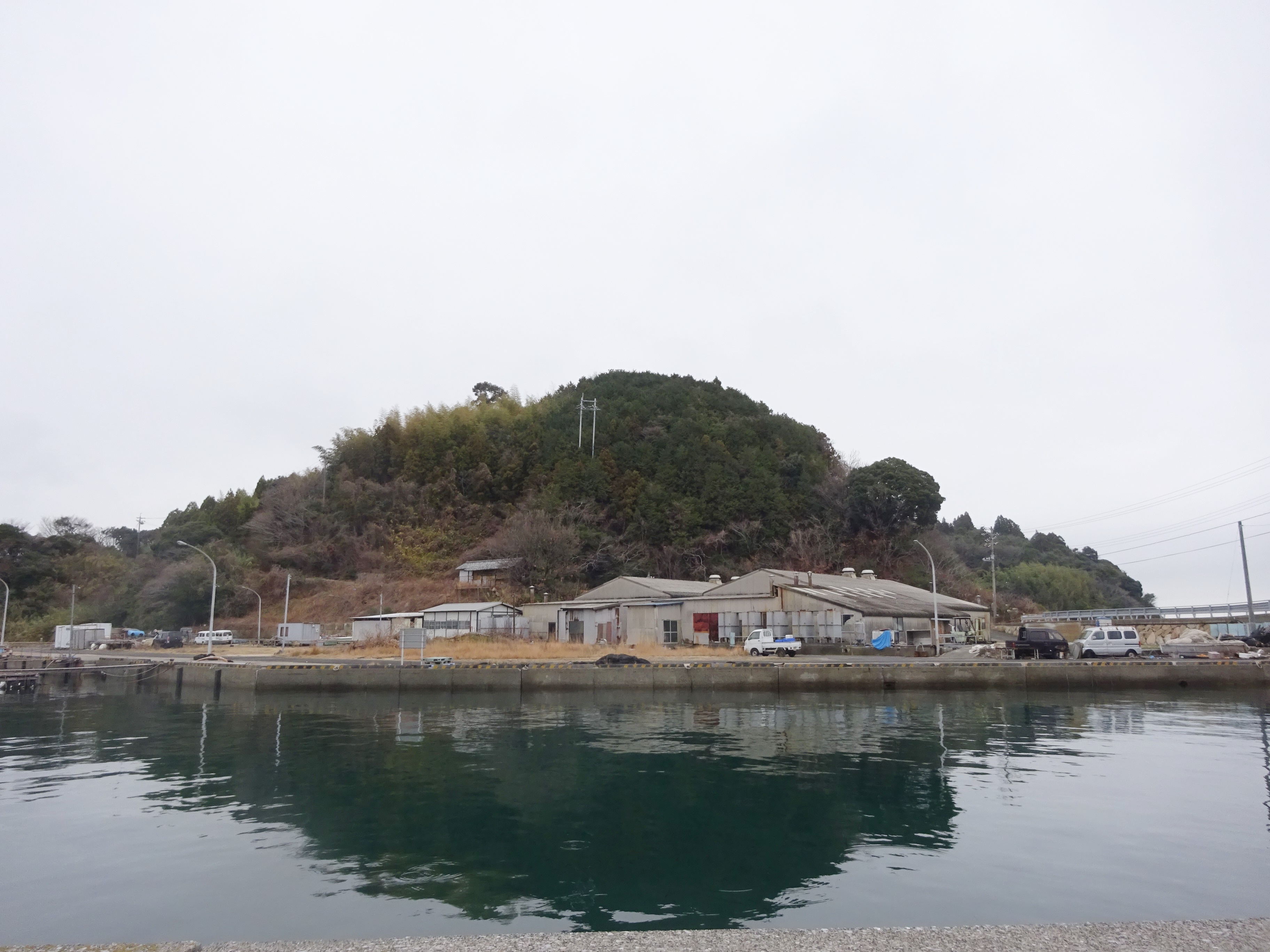
浮島の二次離島「頭島」

浮島（うかしま）は、山口県大島郡周防大島町に属する島である。人口約250人。

## 概要
屋代島（周防大島）の北約5kmの瀬戸内海に浮かぶ島で、隣の周防大島ともども、古くから瀬戸内海の海上交通の要衝として重要視されていた。島名の由来には三説あり、海上に浮かんでいるように見えるため、宇賀島水軍（後述）の根拠地であったため、所有者が不明の島であったため、と言われている。

## 地理
島の大部分の区域は瀬戸内海国立公園として指定されており、風光明媚で美しい瀬戸内海を一望することができる。1965年（昭和40年）、島の北側にある頭島との間に架橋された。

## 歴史
島の起源は不明だが、瀬戸内海の海上交通が盛んとなった平安時代から鎌倉時代には人が住み着いていた。戦国時代に周防国・長門国の戦国大名大内氏傘下であった宇賀島水軍（宇賀島衆）が、安芸国の国人領主毛利元就によって根拠地であった尾道水道の宇賀島を落とされると、同じく毛利氏によって居城を失った白井賢胤らとともにこの浮島に移住して、新たな根拠地とした。
しかし宇賀島水軍は、弘治元年（1555年）の厳島の戦いで、陶晴賢に従って厳島に渡海したが、毛利元就の奇襲によって敗北。また、同年の防長経略によって宇賀島水軍は毛利軍によって徹底的に掃討され、浮島は無人島になったとされる。
昭和に入ると、浮島周辺は柱島泊地として利用され、昭和18年（1943年）の戦艦陸奥の爆沈事故はこの島の5km沖合で発生した。

## 産業
主要産業は、農業と漁業である。
農業は、地形が急峻で平地がほとんどないことから田畑はなく、みかんを中心とする柑橘類で占められている。
漁業は、付近を回遊するカタクチイワシを対象とするイワシ船曳網漁が最も盛んで、7月から10月にかけて行われる。また漁獲されたカタクチイワシは、浮島内にある加工場で煮干しに加工され出荷されている。イワシ船曳網漁以外には、貝類やナマコを対象として冬季に行われる底曳網漁や、刺し網漁、一本釣漁などが行われている。

## 交通
本州との船便は無く、周防大島町日良居との間に1日4往復の町営定期船が運航されている。

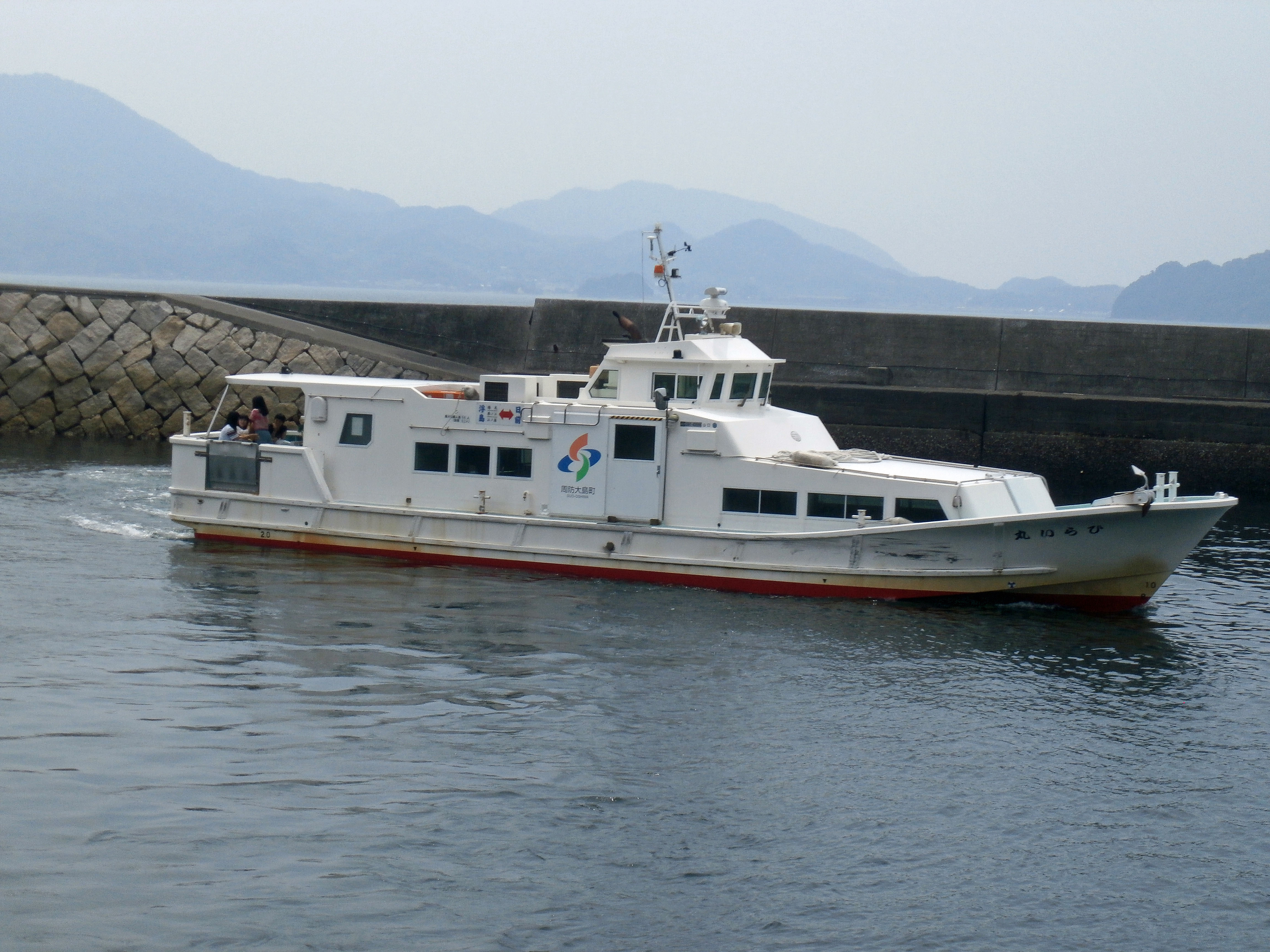
江ノ浦港を出る町営渡船「ひらい丸」

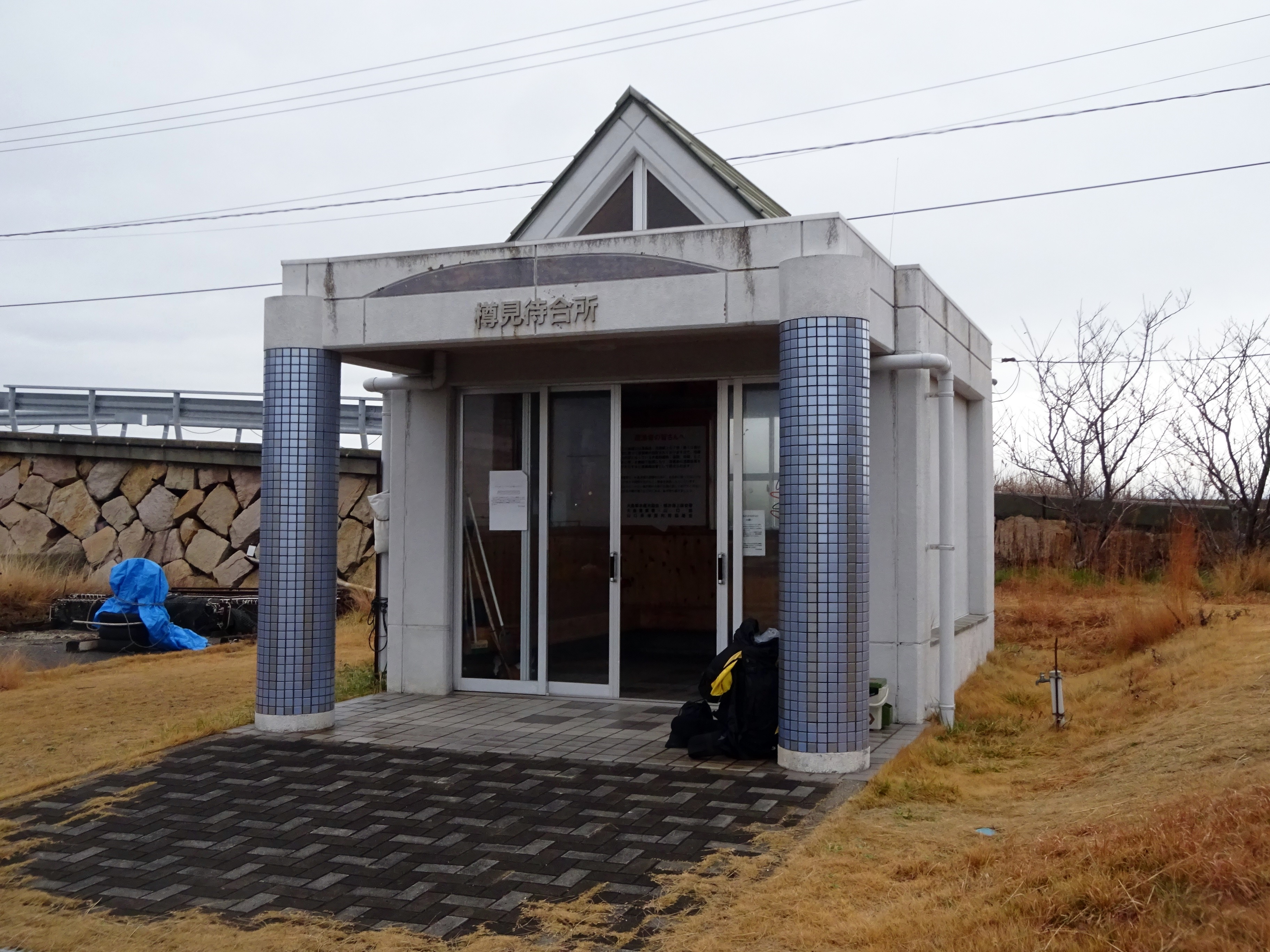
浮島の樽見港待合所

郵便局としては浮島簡易郵便局が設置されているが、島内に発着する郵便物の集配は周防大島にある橘郵便局が担当する。旅客輸送の妨げとならないよう、町営定期船には積載せず別に専用の郵便船が運航されている。